# Rotterdam (CDP, New York)
Pour les articles homonymes, voir Rotterdam (homonymie).
Rotterdam est une census-designated place du comté de Schenectady, dans l'État de New York, aux États-Unis,. En 2020, elle compte une population de 22 968 habitants.